# Glenmorangie
Glenmorangie – destylarnia whisky w miejscowości Tain położonej w regionie Highland  w północnej Szkocji. Stworzyła ona najlepiej sprzedającą się dziś w Szkocji single malt whisky, jedną z najbardziej znanych i cenionych marek tego napoju, o tej samej zresztą nazwie, na świecie. 

## Historia
Oficjalnym rokiem powstania destylarni Glenmorangie jest rok 1843, w którym William Matheson otrzymał licencję na destylację whisky. I chociaż jej produkcja ruszyła dopiero w listopadzie 1849 r., to historia napoju z posiadłości Morangie sięga wieku XVII. Z tego bowiem okresu pochodzą pierwsze wzmianki o destylacji whisky (wówczas jeszcze nielegalnej) w Tain.
Od samego początku whisky z Morangie cieszyła się dużym powodzeniem. Mimo prymitywnych, nawet jak na ówczesne czasy, warunków produkcji, w roku 1880 była eksportowana do Włoch i USA, a roczny wyrób przekraczał 90 tysięcy litrów.
W roku 1887 powstała firma Glenmorangie Distillery Co. Ltd. W roku 1918 Glenmorangie przeszła na własność rodziny Macdonald i należy odtąd do firmy Macdonald and Muir, pozostając jednak przy swojej dawnej nazwie.
Obecnie do Glenmorangie PCL obok destylarni w Tain należy też destylarnia Glen Moray (przejęta w r. 1920) i od 1997 roku słynne zakłady Ardbeg.
W roku 2004 francuski koncern Moët Hennessy Louis Vuitton S. A. (LVMH) wykupując udziały rodziny Macdonald przejmuje Glenmorangie PCL.
Od końca XIX w. pracowało w destylarni od 12 do 16 osób,  a od roku 1920 do dziś zatrudnionych jest tam stale 16 osób (mężczyzn). O tym, że stało się to już tradycją informują nas etykietki na butelkach: "Handcrafted by the Sixteen Men of Tain" (Ręczna robota szesnastu mężczyzn z Tain).

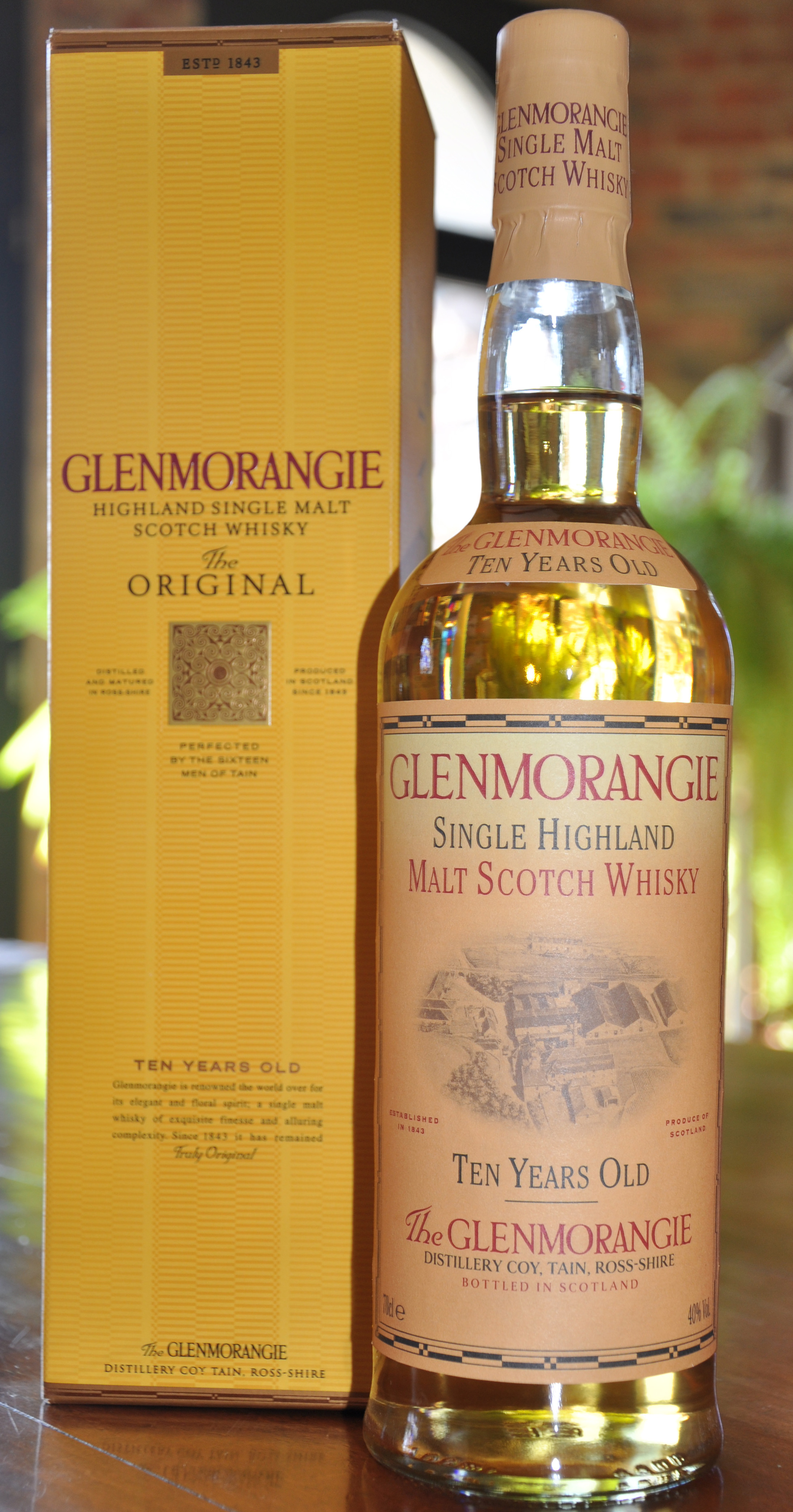

## Butelkowanie
- The Original
- the Lasanta
- The Quinta Ruban
- The Nectar D'ór
- 18 YO
- 25 YO
- Signet
- Dr. Bill Lumsden x Azuma Makoto[1]